# Saí-reluzente
Dácnis-meleiro-reluzente ou saí-reluzente (Cyanerpes lucidus) é uma pequena ave da família dos sanhaços. É encontrado no Novo Mundo tropical na América Central, do sul do México ao Panamá e noroeste da Colômbia. Às vezes é considerado coespecífico com a trepadeira roxa (C. caeruleus), mas as duas espécies se reproduzem simpatricamente no leste do Panamá e noroeste da Colômbia.
Esta é uma espécie de dossel florestal, mas também ocorre em bordas de floresta e crescimento secundário. A fêmea constrói um ninho raso em uma árvore e incuba a ninhada de dois ovos.
O saí-reluzente é 10 cm de comprimento, pesa 11 g e tem um bico longo e curvo preto. O macho é azul-púrpura com asas, cauda e garganta pretas e pernas amarelas brilhantes. A fêmea tem as partes superiores verdes, uma cabeça azul-esverdeada, garganta amarela e partes inferiores azuladas com listras amarelas. O imaturo é semelhante à fêmea, mas é mais verde na cabeça e no peito.
A chamada desta trepadeira é um seee fino e agudo, e o canto do macho é um pit pit pit pit pit repetido por minutos de cada vez.
Esta espécie é muito semelhante à trepadeira roxa, mas o macho desta última espécie é um pouco mais escuro e sua mancha preta na garganta é menor. Ao contrário da trepadeira fêmea brilhante, a trepadeira roxa fêmea tem lores amarelos (não escuros) e, exceto por seu malar, nenhum tom azul claro na cabeça.
A trepadeira brilhante distingue-se facilmente da trepadeira de patas vermelhas maior com a qual compartilha seu alcance pelas patas vermelhas desta última espécie e, no manto preto, do macho.
A trepadeira brilhante geralmente é encontrada em pares ou grupos familiares. Alimenta-se de néctar, bagas e insetos, principalmente no dossel. Responde prontamente ao chamado da Caboré.